# Turbina corymbosa
Turbina corymbosa là một loài thực vật có hoa trong họ Bìm bìm. Loài này được (L.) Raf. miêu tả khoa học đầu tiên năm 1838.

## Hình ảnh

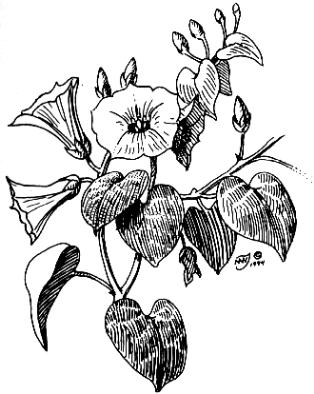
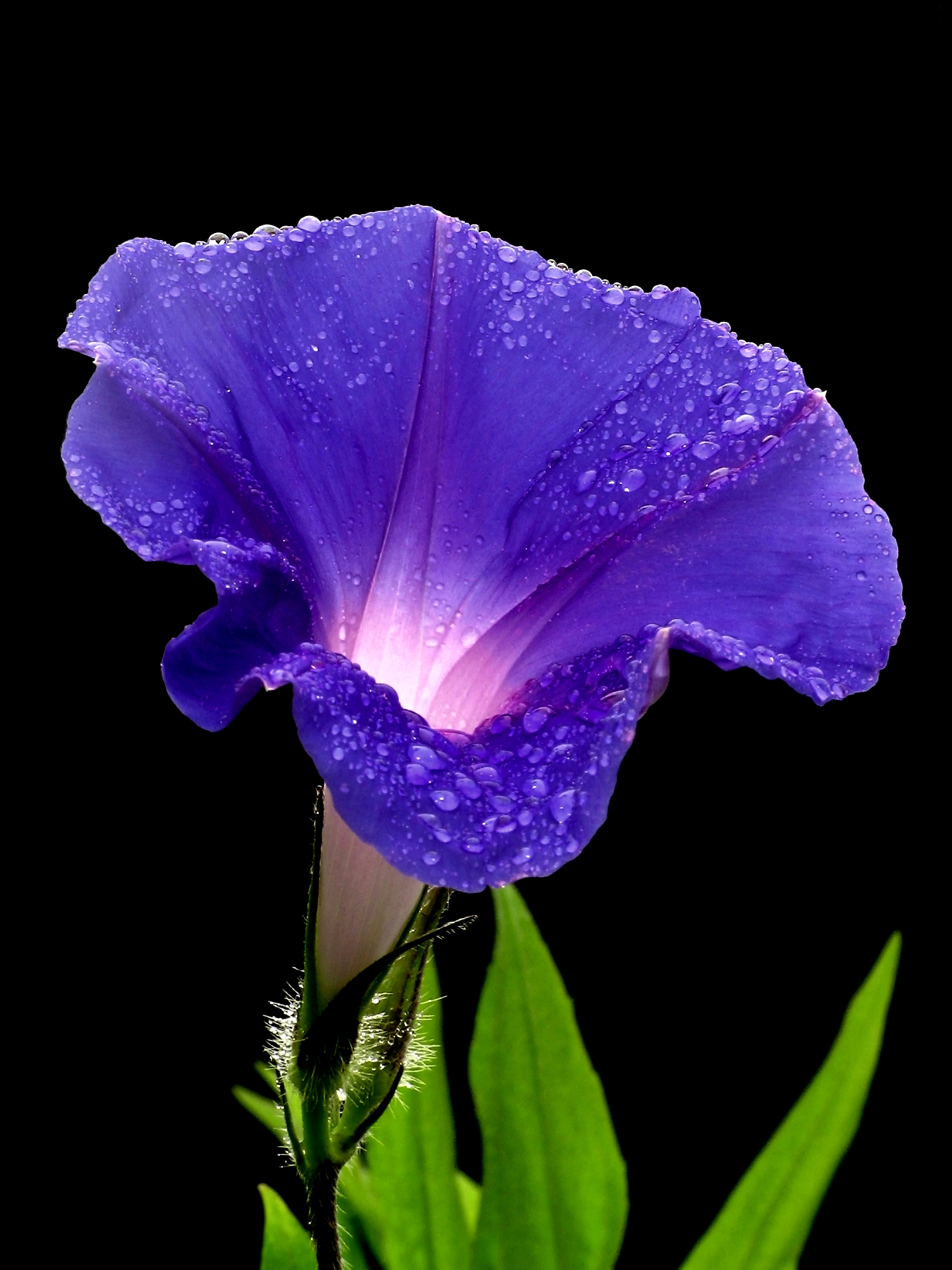
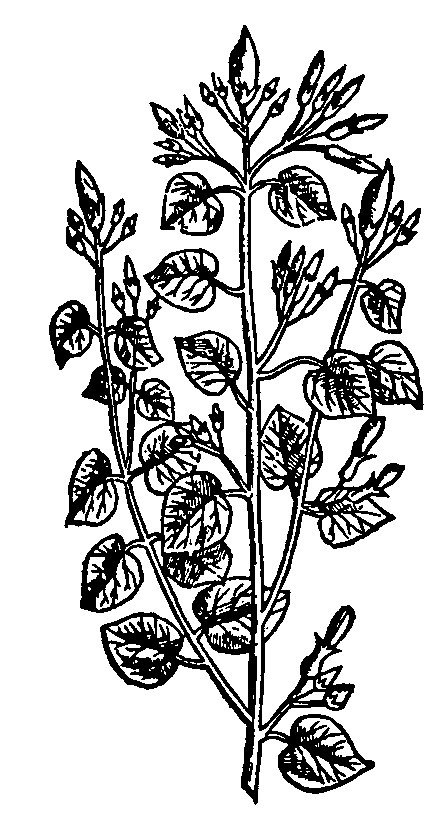